# Landgericht Oldenburg

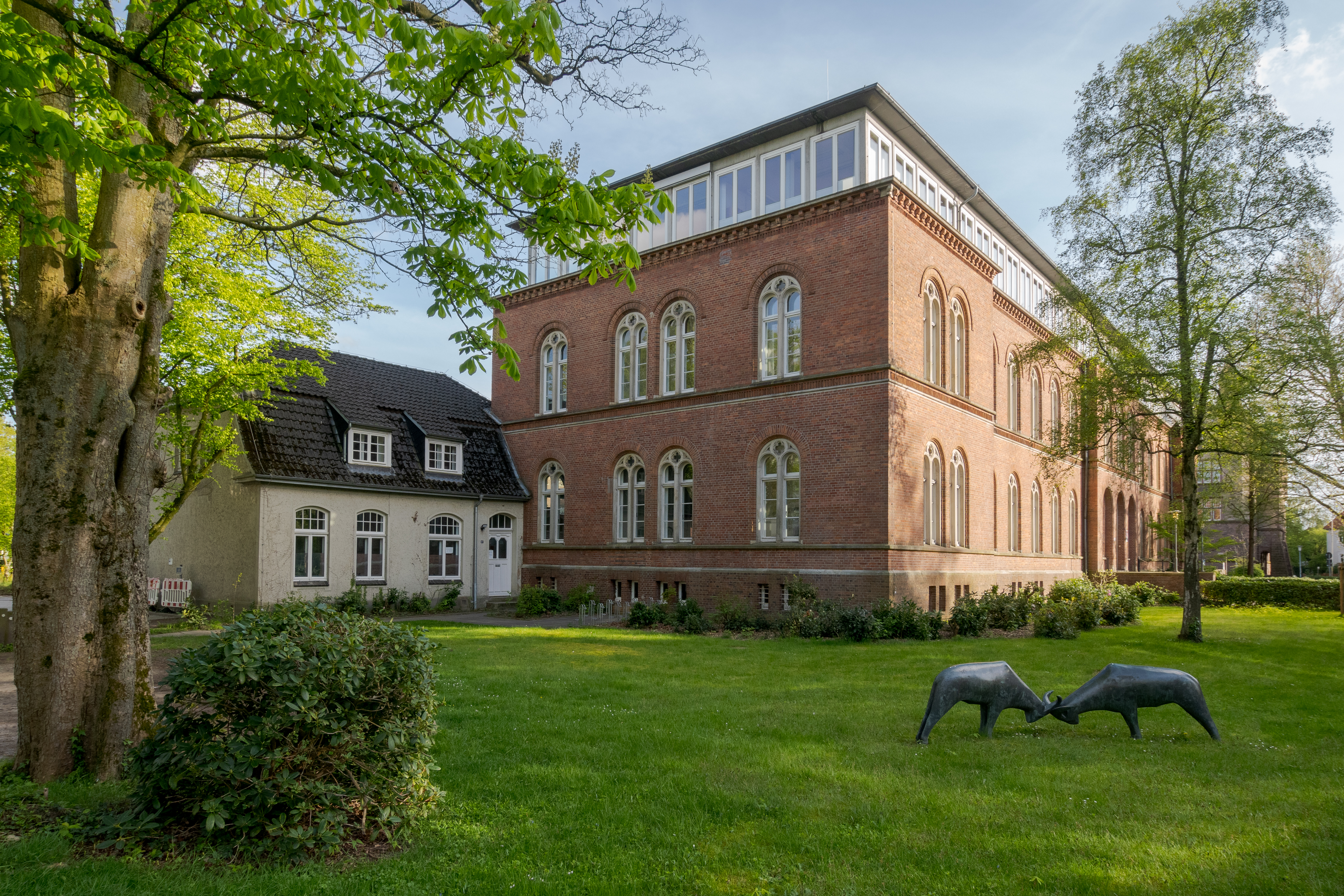
Landgericht Oldenburg (Oldb)

Das Landgericht Oldenburg ist neben dem Landgericht Aurich und dem Landgericht Osnabrück eines von drei Landgerichten im Bezirk des Oberlandesgerichts Oldenburg. Es hat seinen Sitz in Oldenburg (Oldenburg).

## Geschichte

### Vorgeschichte
Nach dem Ende der Franzosenzeit im Herzogtum Oldenburg 1814 wurde die französische Gerichtsorganisation wieder abgeschafft und eine Gerichtsorganisation mit sieben Landgerichten für das Großherzogtum entstand neu.
Mit der Trennung der Rechtsprechung von der Verwaltung als Teil der Märzforderungen 1848 wurde mit dem Gerichtsverfassungsgesetz vom 29. August 1857 auch das Gerichtswesen neu geordnet. Die sieben Landgerichte wurden aufgelöst und durch drei Obergerichte Oldenburg, Varel und Vechta ersetzt. Sie hatten die Funktion von Kreisgerichten.

### Gründung
Im Jahr 1879 wurde im Zuge des Gerichtsverfassungsgesetzes vom 1. Oktober 1879 für das Deutsche Reich erneut ein Landgericht in Oldenburg gegründet. Es war für den Landesteil Oldenburg des Großherzogtums Oldenburg zuständig. 1880 wurden im Sprengel 248.136 Gerichtseingesessene gezählt. Am Gericht waren ein Präsident, ein Direktor und neun Landgerichtsräte tätig. 
An Amtsgerichten bestanden im Bezirk des Landgerichts Oldenburg:
1. Amtsgericht Brake
2. Amtsgericht Butjadingen mit Sitz in Ellwürden
3. Amtsgericht Cloppenburg
4. Amtsgericht Damme (etwa 1901/02 aufgehoben und 1913/14 wieder errichtet)
5. Amtsgericht Delmenhorst
6. Amtsgericht Elsfleth
7. Amtsgericht Friesoythe
8. Amtsgericht Jever
9. Amtsgericht Loweningen
10. Amtsgericht Oldenburg
11. Amtsgericht Varel
12. Amtsgericht Vechta
13. Amtsgericht Westerstede
14. Amtsgericht Wildeshausen[2]
15. Amtsgericht Rüstringen in Bant (ab 1. November 1902)[3]

### Landesarbeitsgericht Oldenburg
Gemäß Arbeitsgerichtsgesetz vom 23. Dezember 1926 wurden in Deutschland Arbeitsgerichte gebildet. Diese waren nur in der ersten Instanz organisatorisch selbstständige Gerichte, die Landesarbeitsgerichte waren den Landgerichten zugeordnet. Am Landgericht Oldenburg entstand so 1927 das Landesarbeitsgericht Oldenburg mit zwei Kammern als einziges Landesarbeitsgericht des Landesteils Oldenburg. Darunter wurden folgende Arbeitsgerichte eingerichtet: 
| Arbeitsgericht             | Sprengel                                                                  | Kammern |
| -------------------------- | ------------------------------------------------------------------------- | --- |
| Arbeitsgericht Oldenburg   | Amtsgericht Oldenburg, Amtsgericht Westerstede und Amtsgericht Friesoythe | Zwei Kammern für Arbeiter, eine Kammer für Angestellte, eine Kammer für Handwerk und eine Eisenbahnfachkammer für die Mitarbeiter der Reichsbahndirektion Oldenburg/O. |
| Arbeitsgericht Rüstringen  | Amtsgericht Rüstringen                                                    | eine Kammer für Arbeiter und eine Kammer für Handwerk |
| Arbeitsgericht Varel       | Amtsgericht Varel-Jever                                                   | Zwei Kammern für Arbeiter, eine Kammer für Angestellte und eine Kammer für Handwerk                                                                                    |
| Arbeitsgericht Nordenham   | Amtsgericht Butjadingen, Amtsgericht Brake und Amtsgericht Elsfleth       | Zwei Kammern für Arbeiter, eine Kammer für Angestellte und eine Kammer für Handwerk                                                                                    |
| Arbeitsgericht Delmenhorst | Amtsgericht Delmenhorst                                                   | eine Kammer für Arbeiter, eine Kammer für Angestellte und eine Kammer für Handwerk                                                                                     |
| Arbeitsgericht Vechta      | Amtsgericht Damme, Amtsgericht Vechta und Amtsgericht Wildeshausen        | eine Kammer für Arbeiter, eine Kammer für Angestellte und eine Kammer für Handwerk                                                                                     |
| Arbeitsgericht Cloppenburg | Amtsgericht Cloppenburg, Löningen                                         | eine Kammer für Arbeiter, eine Kammer für Angestellte und eine Kammer für Handwerk                                                                                     |

### NS-Zeit
In der NS-Zeit war auch das Landgericht Oldenburg an NS-Unrechtsurteilen beteiligt. Staatsanwälte des Landgerichts Oldenburg leiteten z. B. von Oktober 1941 bis 1945 Strafverfahren gegen 58 Frauen und 15 Männer wegen „Verbotenen Umgangs mit Kriegsgefangenen“ ein. Die Richter verurteilten die Mehrheit der Frauen und auch einige Männer zu Zuchthausstrafen, teilweise kombiniert mit einem über das Strafmaß hinausgehenden „Ehrverlust“. So wurden hohe Gefängnisstrafen gegen Frauen verhängt die Kriegsgefangenen aus Mitleid ein Stück Brot zusteckten, sowie gegen Arbeitgeber, die Gefangenen zur Belohnung für besondere Leistungen kleinere Zuwendungen an Lebens- oder Genussmitteln machten. Teile der lokalen Bevölkerung missbilligten dieses Vorgehen. Unter Umständen wurde schon das bloße Betrachten „in wollüstiger Absicht“ als „Rassenschande“ gewertet. Im Falle von Zärtlichkeiten oder bloß gelegentlichen Berührungen hatte dies ggf. als versuchte „Rassenschande“ schwerwiegende Folgen für die Betroffenen. Das Reichsjustizministerium (RJM) rügte 1936 zwei Urteile der Großen Strafkammer Oldenburg in Verfahren wegen Verstoßes gegen das sogenannte Blutschutzgesetz als zu drakonisch. Die oldenburgische Justiz wandte in vorauseilendem Gehorsam bereits zu dieser Zeit ein Strafmaß an, das das RJM in einer vertraulichen Mitteilung erst zu Beginn des Jahres 1943 anordnete. Auf Initiative der NSDAP wurden die Frauen oft öffentlich an den Pranger gestellt und ihre Haare abgeschnitten, was für sie praktisch eine zweite Verurteilung und Stigmatisierung bedeutete. Diese Diffamierungen erfolgten besonders oft, wenn es zu einer Beziehung mit Männern der untersten Stufe der rassistischen NS-Hierarchie gekommen war, d. h. mit russischen und polnischen Männern.

### Nach 1945
Nach dem Zweiten Weltkrieg wurde das Landgericht Oldenburg am 29. August 1945 wieder eröffnet. Die Amtsgerichte Brake, Elsfleth und Nordenham kamen erst 1946 verspätet zum Landgerichtsbezirk hinzu, da sie sich bis zur Gründung des Landes Niedersachsen auf der Enklave der amerikanischen Besatzungszone befanden und teils dem Landgericht Wesermünde, teils dem Landgericht Bremen zugeordnet waren.
Am 23. August 1965 wurde vor dem Landgericht Oldenburg ein Strafprozess gegen zwei NS-Verbrecher eröffnet, der international Aufmerksamkeit erregte. Wegen ihrer Mitwirkung am Judenmord in der Ukraine erhielten sie lebenslange Haftstrafen. Mit dem ehemaligen Gebietskommissar Erich Kassner aus Cloppenburg stand erstmals ein Chef der örtlichen deutschen Zivilverwaltung der im Zweiten Weltkrieg besetzten osteuropäischen Gebiete vor einem bundesdeutschen Gericht. Ihm, und dem Mitangeklagten Polizeimeister Fritz Manthei aus Süddeutschland, wurde die Beteiligung an der Ermordung von 38 000 Juden in der ukrainischen Stadt Kowel im Jahre 1941 vorgeworfen. Beide Angeklagten erhielten 1966 wegen Mordes lebenslange Haftstrafen. Die Ludwigsburger Zentrale Stelle führte in den 1960er Jahren Vorermittlungen durch. Beide Täter wurden durch das Netzwerk der „Stillen Hilfe für Kriegsgefangene und Internierte“, die wegen Verharmlosung der Taten und Unterstützung von Tätern des Nationalsozialismus in Kritik geriet, unterstützt.

## Gerichtsgebäude
Das Landgericht befindet sich im Gebäude der Elisabethstraße 7, das im Zweiten Weltkrieg in der Nacht vom 22. auf den 23. September 1943 bei einem Luftangriff auf Oldenburg schwer beschädigt wurde und vollständig ausbrannte. Die große Raumnot konnte erst 1954 mit dem Auszug der Staatsanwaltschaft und einer Aufstockung des Gebäudes beendet werden. Aufgrund der steigenden Bediensteten befinden sich heute die komplette Strafabteilung, mehrere Zivilkammern und vier Sitzungssäle außerhalb des Hauptgebäudes. Die Planungen für ein Oldenburger Justizzentrum konnten bisher nicht realisiert werden.

## Organisation
Zum Bezirk des Landgerichts Oldenburg gehören die Amtsgerichte in Brake, Cloppenburg, Delmenhorst, Jever, Nordenham, Oldenburg, Varel, Vechta, Westerstede, Wildeshausen und Wilhelmshaven. Übergeordnetes Gericht ist das Oberlandesgericht Oldenburg.
Präsident des Landgerichts ist Thomas Rieckhoff. Es wurden 17 Zivilkammern, davon drei Kammern für Handelssachen, sieben große Strafkammern und vier kleine Strafkammern sowie zwei Strafvollstreckungskammern und eine Kammer für Bußgeldsachen gebildet. Derzeit sind 64 Richter im Landgericht Oldenburg tätig.